# Lescuraea serrata
Lescuraea serrata là một loài Rêu trong họ Leskeaceae. Loài này được Warnst. mô tả khoa học đầu tiên năm 1915.